# 戦死

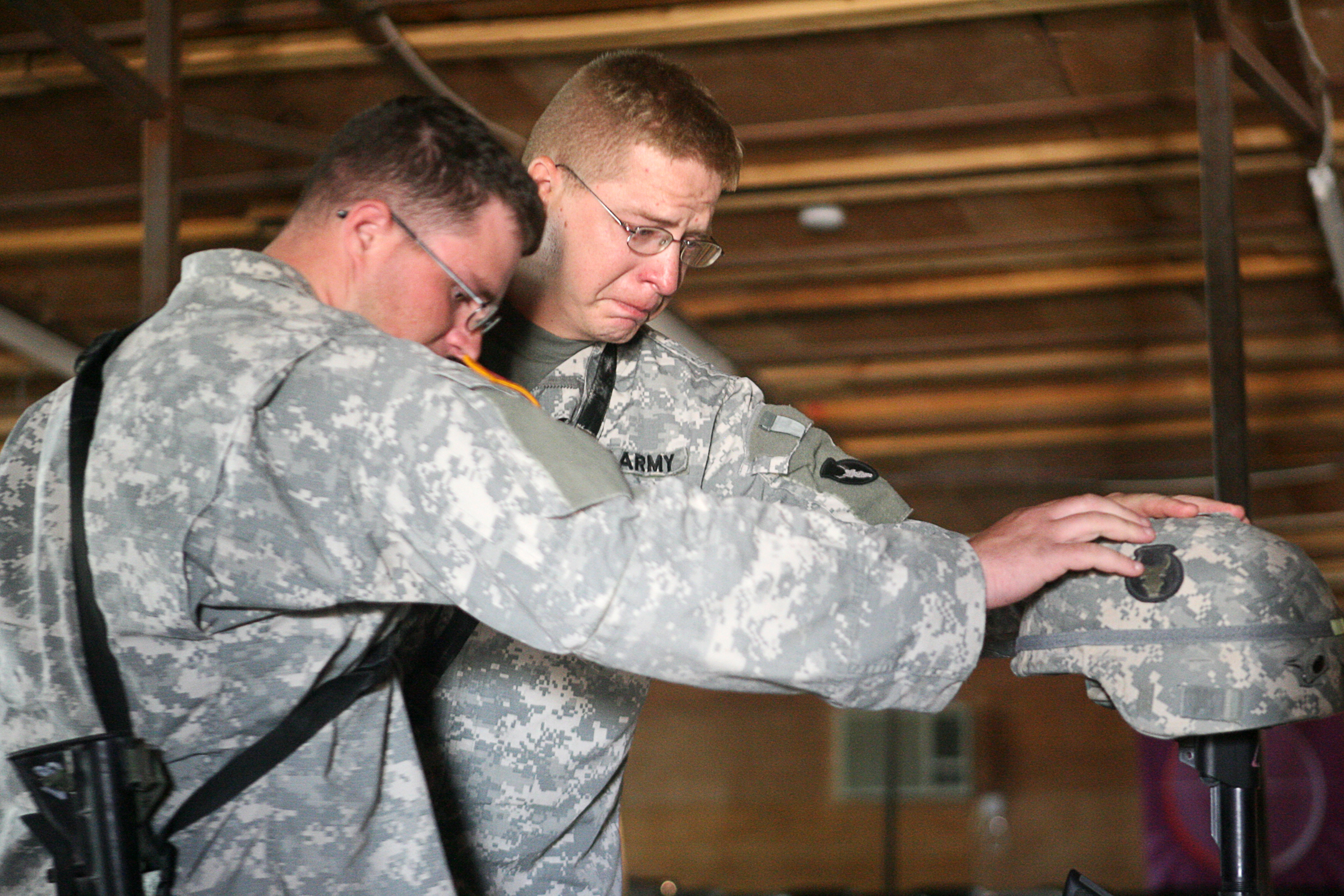
アメリカ陸軍兵士の葬儀。
ミネソタ州兵から第136歩兵連隊第2大隊A中隊に配属されたジョシュア・R・ハンソン2等軍曹のバトルフィールド・クロス（戦場で作成する簡易的な墓標）に対して最後の別れをする戦友達。2006年9月

戦死（せんし、英語: Killed in action: KIA）とは、軍人が戦争、戦闘、武力紛争により死亡すること。その定義や範囲は複数存在するが、通常は戦争による民間人の死亡は含まれない。

## 用語

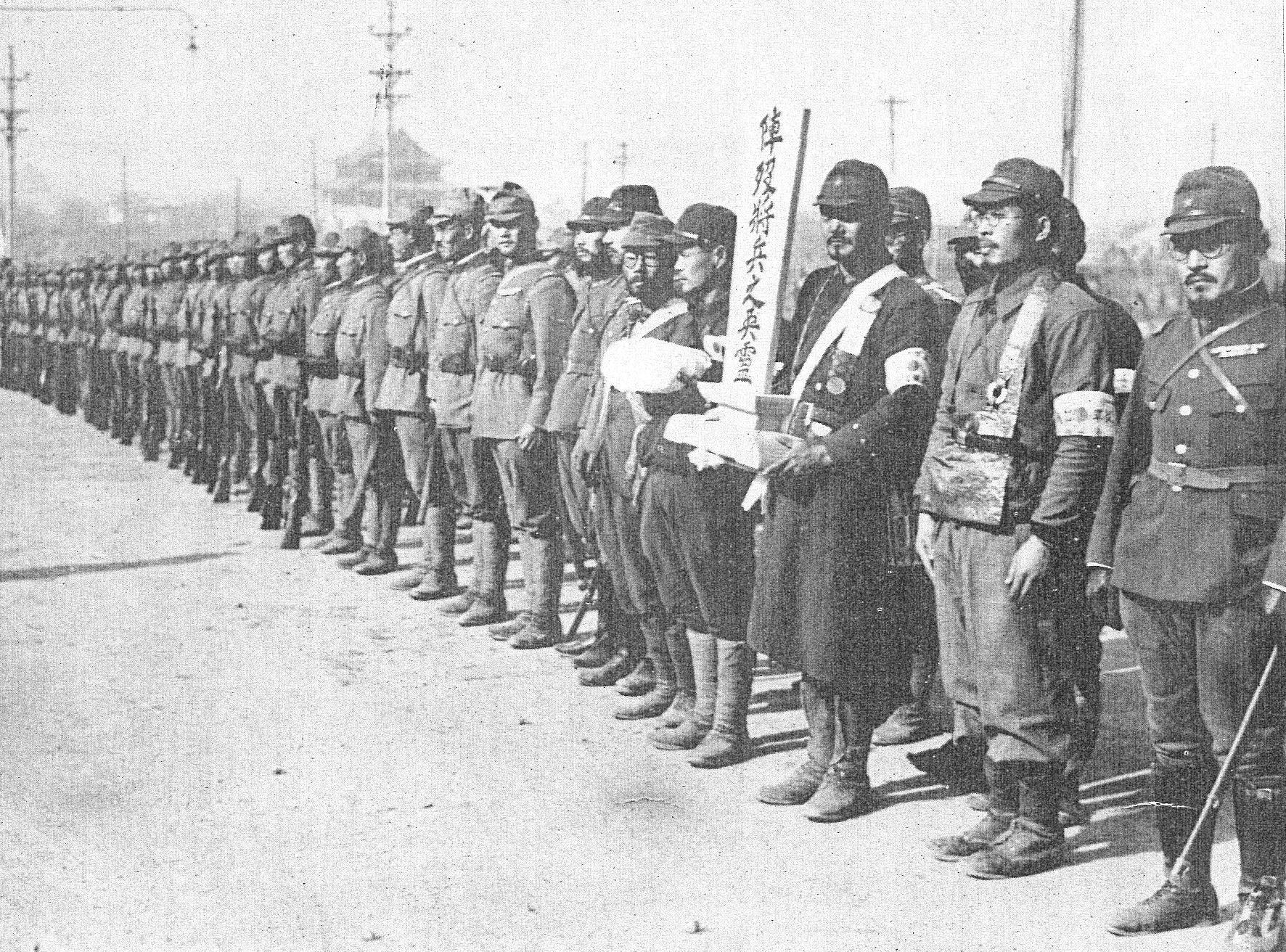
日本軍の南京入城式において、従軍僧らによって捧持される戦死した将兵の位牌と遺骨

日本語において「戦死」は、基本的には軍人が戦争や戦闘で死亡する事である。類義語の戦没（せんぼつ、戦歿）は狭義では戦死と同義だが、広義では軍人の戦闘以外の死亡や、更には民間人の戦災死も含む場合がある。明治から第二次世界大戦終結までは、仏教用語の「散華」も戦死の婉曲表現として使用された。また戦死者を「英霊」とも呼んだ。
英語では、以下の頭字語も使用されている。
- KIA - Killed in action - 戦死
- WIA – Wounded in action - 戦傷
- MIA – Missing in action - 行方不明兵
- POW - Prisoner of war - 戦争捕虜

## 定義
戦死は殉職の一種だが、その定義や範囲は国・時代・法令などにより異なる。また公的に「戦死」と認定されると、国家や社会による評価、追悼、軍人恩給などが変わる場合もある。対象には、軍人や軍属の他、国境警備隊などの準軍事組織や民兵なども含まれる場合があるが、警察官や消防士などは通常は含まれない。また平時の死亡や、戦時でも訓練中の事故死や病死、戦病死などは通常は含まれない。
北大西洋条約機構（NATO）の定義では「即死、または医療施設への到着前の負傷が原因となり死亡した、戦闘犠牲者」である。アメリカ国防総省では、敵の武器で撃たれた場合だけでなく、敵の攻撃により殺害された場合を「戦死」と呼んでおり、自動車事故などの事故や、敵によるものではない事件、テロリズムなどによる死亡は含めていない。日本では、明治から大正・昭和初期を経て第二次世界大戦終結まで（大日本帝国期）は、軍人・軍属の戦闘による死者を「戦死」と呼んだ。第二次世界大戦終結後の自衛隊では、「軍隊」ではないとの立場により「戦死」ではなく「殉職」と呼んでいる。

## 戦死者数
近代以前や大規模な戦争での戦死者数は、大半が推定数である。一般に異民族間の戦争では多数の戦死者・被災者が発生した。また、いわゆる騎士道、武士道、国際法などにより必要以上の損害を抑制する試みが行われた。近代以降では国民軍が形成されヨーロッパ全土を戦場としたナポレオン戦争や、世界規模で国家総力戦が行われた第一次世界大戦および第二次世界大戦では、大量の戦死者・被災者が発生した。
18世紀時点の戦死者数は700万人、19世紀になり、2千万弱と推定され、第一次世界大戦において一度の会戦で100万人が戦死し、総じて800万が戦死し、二次大戦に至り、1680万人が戦死し、20世紀の1世紀だけで戦争犠牲者は1億人に達する。
イギリスの数学者ルイス・フライ・リチャードソンが戦死者数5千から1万の戦争、1万から1万5千までの戦争と、戦争の発生回数をグラフにしたところ、ある規模の戦争がどれだけの頻度で発生したかを表す曲線を得て、単純なべき乗則の成立を発見した。それによると、死者数が2倍になるたびに戦争の頻度が4分の1になるという結果であった。
2000年代の対テロ戦争では民間軍事会社が広く使われ戦闘を行う例も増加したが、民間人扱いのため戦闘による死者でも「戦死者数」には計上されていない。

## 戦死確認と葬儀

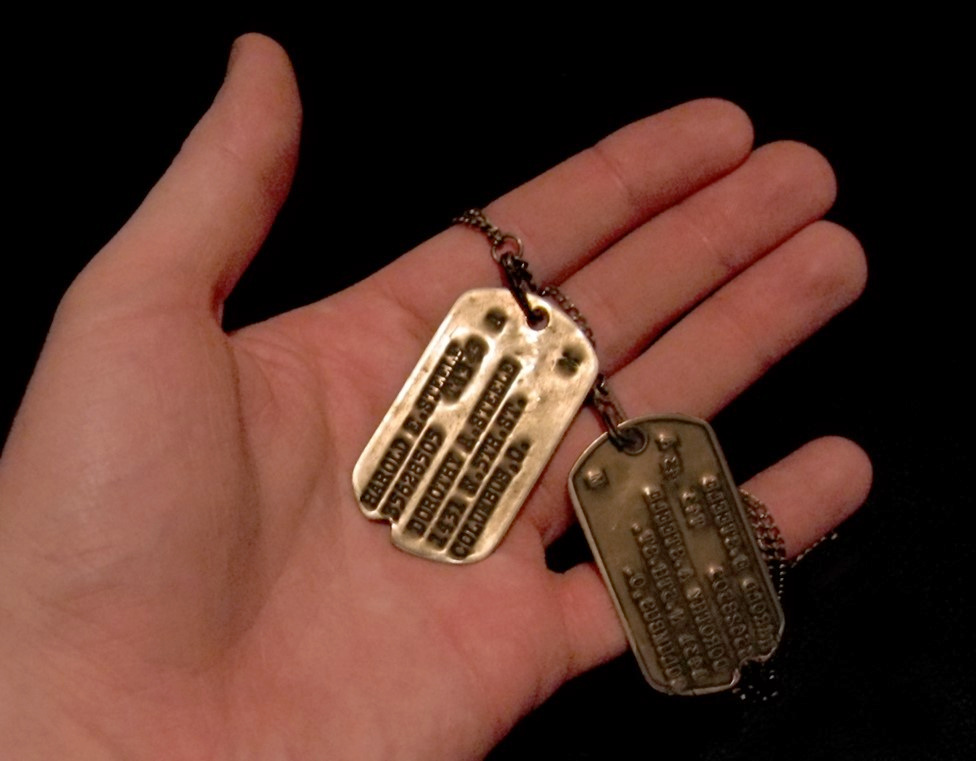
アメリカ軍の認識票

人道的見地からの戦死体の保護への関心はヨーロッパで義務兵役制が整った18世紀半ばから高まり、1949年のジュネーヴ条約によってはじめて明文化された。戦死体は戦傷者と同様に保護の対象となり、その捜索は紛争当事国の義務となっている。戦地における戦死者の管理や埋葬が規定され、戦死体への非人道的行為は禁止されている。
戦死確認の作業は、損害と影響の確認、戦死者への対応、遺族への通知や処遇、遺族感情や国民感情への配慮などの理由で行われるが、戦死者の遺体や遺骨の回収をどの程度行うかは、その国・民族・時代などの意識にもよる。
2022年ロシアのウクライナ侵攻では、ボランティアが前線に出て遺体の回収を担った事例もある。
一般には、部隊の全滅・敗退などの混乱、爆死・焼死・水死・生き埋めなどの死亡時状況、密林・砂漠などの自然環境、現地での埋葬・火葬・水葬などの遺体処理、更には負傷・捕虜・逃亡などの別の理由によって、「戦死」と判断するための生死確認・遺体回収・個人識別などが困難な場合もある。このため「行方不明」の状態が続く場合や、逆に公式に「戦死」とされた後で生存が確認された場合もある。個人識別の容易化のために多くの国の軍では認識票を使用している。また現在では血液型の他、DNA型鑑定も併用される場合がある。
戦死の際の葬儀方法は、その国・軍・宗教などにもよる。各国の海軍では伝統的に水葬も採用している。

## 死後の対応

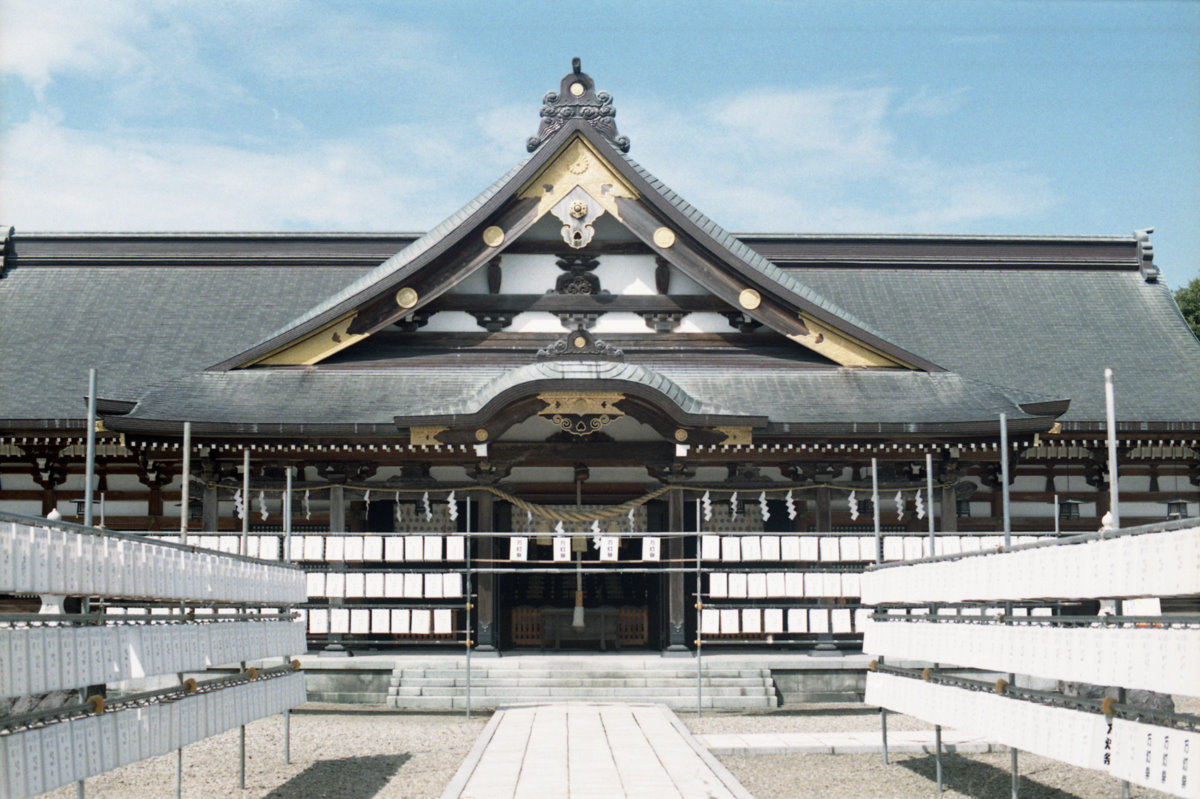
秋田県護国神社

戦死者への対応には、死後の勲章・褒章・階級特進などの栄典や、国家による顕彰や追悼、遺族への軍人恩給などの国家補償などがある。旧日本軍では第一次上海事変以降、戦功に応じて二階級特進も行われた。
戦死者への敬意の表明は、古代より多くの国家・民族・宗教などで、公的犠牲への感謝と評価、遺族感情への配慮、あるいは軍の士気維持、新兵募集、国威発揚などの理由で行われている。その内容は国家、政府、民族、宗教、文化、立場などにより、積極的な賞賛・顕彰・美化や、特定の宗教あるいは多宗教・無宗教による慰霊・追悼・祈念など、さまざまである。
古代より多くの戦死者はそれぞれの部族や民族で勇士や英雄とされた。中世ヨーロッパでは騎士などの主要な戦死者は、教会などで聖人や聖人に準じた扱いを受けた。特にユダヤ教、キリスト教、イスラム教では、異教徒との戦争を聖戦と呼び、その戦死を殉教とも呼んだ。また日本では古来より敵味方双方の戦死者を慰霊・追悼する碑も複数存在している。
各国の戦死者や戦没者に対する、慰霊碑や慰霊塔、祈念館、銅像などのモニュメントは、国立や地方自治体設立、民間設立などを含め各種のものがある。特に総力戦となった第一次世界大戦の前後では、列強各国で多数の戦争祈念施設が作られた。

### 日本
戦国時代以前では、地元の有力商人などが遺体から金目の物をすべて貰うという暗黙の了解の元で死体を片付けていた。処理方法は、穴を掘って敵味方関係なく埋める方法が多かった。そういった有力者がいない場合は、近隣の農民たちが畑を荒らされた補填として金目の物を漁り、土葬のほか、野生動物の餌として野ざらし、沼に沈めたり、川に流すなどもあった。戦国時代後期からは従軍工兵部隊である黒鍬組が穴を掘り、従軍している僧が手厚く葬ることが多くなった。
日本では明治から昭和初期にかけて、いわゆる国家神道により国家が靖国神社や護国神社を創建し、民間でも各種の忠魂碑・忠霊塔などが作られた。第二次世界大戦後は靖国神社問題もあり、第二次世界大戦での軍民合わせて約310万人の日本人戦死者・戦没者を対象にした政府主催の全国戦没者追悼式、身元不明の遺骨を納めた千鳥ケ淵戦没者墓苑、各地の追悼式・慰霊碑・戦没者墓苑などがあるが、国立の追悼・慰霊施設は存在していない。
戦死者の名誉を謳うために様々な措置が講じられた。1937年（昭和12年）には、戸籍上「死亡」とのみ記載されていたものを「戦死」に改めたほか、翌年には「戦傷死」の記載も加えられるようになった。また、婚姻届の受理前に戦死した場合（実質的に後出し）でも婚姻を有効とする措置も行われた。
自衛隊では賞恤金の支給対象となる。

## 報道統制
独裁国家だけでなく民主国家でも、特に戦死に関しては遺族感情や国民感情などを理由に報道統制が行われる傾向が強い。アメリカでは、ベトナム戦争では従軍記者などによる比較的自由な取材・報道が行われたが、それが激しい厭戦気分や反戦運動と敗北に影響したとの意見も存在し、湾岸戦争やイラク戦争では戦死者・戦傷者などの映像や写真は厳しく規制された。

## 参考書籍
- 『一兵士の戦争体験―ビルマ戦線生死の境』（小田敦巳、ISBN 978-4-87959-219-4・全文Web公開）
- 『新・戦争のテクノロジー』（ジェイムズ・F・ダニガン、訳：岡芳輝、ISBN 4-309-24135-2）
- 『戦後日本と戦争死者慰霊:シズメとフルイのダイナミズム』（西村明、有志舎、2006年）
- 『近代日本と戦死者祭祀』（今井昭彦、東洋書林、2005年）